# Bianco Apache
Pour plus de détails, voir Fiche technique et Distribution.
Bianco Apache est un western italo-espagnol, sorti en 1987, réalisé par Claudio Fragasso et Bruno Mattei.

## Synopsis
Des hors-la-loi attaquent un groupe de colons et ne laissent comme survivante qu'une femme enceinte, recueillie par des indiens. Elle meurt en donnant le jour à un fils, que le chef Ours Blanc (White Bear) adopte et nomme Ciel ensoleillé (Shining Sky), puis élève avec son fils.

## Fiche technique
- Autres titres : Apache Branco ou Apache Kid
- Scénario : José María Cunillés, Francesco Prosperi
- Musique : Luigi Ceccarelli
- Compagnie de production : Beatrice Film ,  Multivideo
- Durée : 100 min
- Pays :  Italie,  Espagne
- Langue : italien
- Date de sortie : 26 août 1987 en France[1]
- Lieu de tournage : Tabernas, Almería, Andalousie, Espagne
- Format d'image : couleur

## Distribution
- Sebastian Harrison : Shining Sky
- Lola Forner : Rising Sun
- Alberto Farnese : gouverneur (sous le pseudo : Albert Farley)
- Charly Bravo : Ryder
- Cinzia de Ponti : Isabella
- Charles Borromel : Crazy Bull
- José Canalejas : White Bear
- Luciano Pigozzi : Cribbens
- Beni Cardoso : dame de compagnie